# Dixon Arroyo
Dixon Jair Arroyo Espinoza (ur. 1 czerwca 1992 w Guayaquil) – ekwadorski piłkarz występujący na pozycji defensywnego pomocnika, reprezentant kraju, obecnie zawodnik Emelecu.

## Kariera klubowa
W kwietniu 2023 roku Inter Miami ogłosiło podpisanie umowy z Dixonem Arroyo na resztę sezonu 2023. Klub stwierdził, że transfer ten "pomoże nam zaspokoić nasze potrzeby", ze względu na kontuzję głównego pomocnika drużyny, Gregore'a.